# Halowe Mistrzostwa Krajów Bałkańskich w Lekkoatletyce 2012
Halowe Mistrzostwa Krajów Bałkańskich w Lekkoatletyce 2012 – halowe zawody lekkoatletyczne, które odbyły się 18 lutego w Ataköy Atletizm Salonu w Stambule.
Zawody były drugą – po rozegranych w końcu stycznia 2012 halowych mistrzostwach Turcji – próbą generalną hali w Stambule, która została zbudowana specjalnie na zaplanowane na marzec 2012 halowe mistrzostwa świata. W mistrzostwach wystąpiło 191 zawodników z 13 państw w tym gościnnie Azerbejdżan, Kenia i Słowenia (żaden z tych krajów nie jest członkiem Związku Lekkoatletycznym Krajów Bałkańskich). Halowe mistrzostwa Bałkanów pierwszy raz w swojej historii nie odbyły się w Grecji.

## Rezultaty

### Mężczyźni
| Konkurencja:              | Złoto                                                              | Wynik      | Srebro                                                                    | Wynik      | Brąz                 | Wynik    |
| Bieg na 60 m              | Likoúrgos-Stéfanos Tsákonas                                        | 6,78       | Georgi Georgijew                                                          | 6,87       | Darko Šarović        | 6,90     |
| Bieg na 400 m             | Yavuz Can                                                          | 47,22 PB   | Mateo Ružić                                                               | 47,77 PB   | Catalin Cîmpeanu     | 47,95 SB |
| Bieg na 800 m             | Halit Kılıç                                                        | 1:50,72    | Ioan Zaizan                                                               | 1:51,43    | Emrah Çoban          | 1:51,63  |
| Bieg na 1500 m            | Andréas Dimitrákis                                                 | 3:47,74 PB | Kemal Koyuncu                                                             | 3:52,32    | Levent Ateş          | 3:53,27  |
| Bieg na 3000 m            | Polat Kemboi Arıkan                                                | 7:42,49 NR | İlham Tanui Özbilen                                                       | 7:50,61 PB | Tarik Langat Akdag   | 8:02,62  |
| Bieg na 60 m przez płotki | Konstadínos Douvalídis                                             | 7,82       | Martin Arnaudow                                                           | 7,96       | Mustafa Güneş        | 8,06 PB  |
| Sztafeta 4 x 400 m        | Turcja · Ali Ekber Kayaş · Yavuz Can · Mehmet Güzel · Serdar Tamaç | 3:14,39    | Rumunia · Iulian Geambazu · Doru Teofilescu · Ioan Zaizan · Adrian Drăgan | 3:18,37    |                      |          |
| Skok wzwyż                | Dimítrios Hondrokoúkis                                             | 2,26 SB    | Wiktor Ninow                                                              | 2,21       | Alexandru Tufǎ       | 2,18     |
| Skok o tyczce             | Konstadínos Filippídis                                             | 5,75 NR    | Spas Buchałow                                                             | 5,20       | Levente Kecskes      | 4,60     |
| Skok w dal                | Loúis Tsátoumas                                                    | 8,04 SB    | Yeóryios Tsákonas                                                         | 7,88 SB    | Dimítrios Diamadáras | 7,80     |
| Trójskok                  | Dimitris Tsiamis                                                   | 16,45 SB   | Marian Oprea                                                              | 16,43 SB   | Vladimir Letnicov    | 16,38 SB |
| Pchnięcie kulą            | Asmir Kolašinac                                                    | 20,05      | Mihaíl Stamatóyiannis                                                     | 19,30      | Georgi Iwanow        | 18,96    |

### Kobiety
| Konkurencja:              | Złoto                                                                                 | Wynik      | Srebro                                                        | Wynik      | Brąz               | Wynik      |
| Bieg na 60 m              | Inna Eftimowa                                                                         | 7,28 SB    | Andreea Ogrăzeanu                                             | 7,44 SB    | Sandra Parlov      | 7,49       |
| Bieg na 400 m             | Wania Stambołowa                                                                      | 52,36      | Meliz Redif                                                   | 53,52 SB   | Alina Panaite      | 54,41 PB   |
| Bieg na 800 m             | Merve Aydın                                                                           | 2:03,80 SB | Eléni Filándra                                                | 2:05,13    | Elena Popescu      | 2:05,33 PB |
| Bieg na 1500 m            | Luiza Gega                                                                            | 4:10,75 NR | Ioana Doagă                                                   | 4:10,84 PB | Larisa Arcip       | 4:17,86 PB |
| Bieg na 3000 m            | Dudu Karakaya                                                                         | 9:22,20 PB | Sladjana Perunović                                            | 9:32,60 PB | Elena Moagǎ        | 9:46,15    |
| Bieg na 60 m przez płotki | Nevin Yanıt                                                                           | 8,16 SB    | Ivana Lončarek                                                | 8,51       | Kristina Damianowa | 8,74       |
| Sztafeta 4 x 400 m        | Rumunia · Alina Andreea Panainte · Sanda Belgyan · Elena Mirela Lavric · Bianca Răzor | 3:39,51    | Turcja · Özge Gürler · Merve Aydın · Emel Şanlı · Meliz Redif | 3:41,47    |                    |            |
| Skok wzwyż                | Wenelina Wenewa-Mateewa                                                               | 1,93       | Esthera Petre                                                 | 1,91       | Ana Šimić          | 1,91 SB    |
| Skok o tyczce             | Stélla-Iró Ledáki                                                                     | 4,25 PB    | Buse Arıkazan                                                 | 4,00 PB    | Anna Iwanowa       | 4,00 PB    |
| Skok w dal                | Mirjana Gagić                                                                         | 6,28 =NR   | Cornelia Deiac                                                | 6,22       | Evaggelía Galéni   | 6,10       |
| Trójskok                  | Cristina Bujin                                                                        | 14,04      | Andriana Bynowa                                               | 13,70      | Sevim Sinmez       | 13,48 PB   |
| Pchnięcie kulą            | Radosława Mawrodiewa                                                                  | 16,74      | Emel Dereli                                                   | 16,55      | Filiz Kadoğan      | 16,22 SB   |